# El Gorg
El Gorg és una muntanya de 907 metres d'altura, ubicada a la comarca del Camp de Túria, dins del terme municipal de Gàtova.
És un dels cims més alts de la serra Calderona.